# Shirley (Name)
Shirley war ein früher rein männlicher, heute aber fast ausschließlich weiblicher Vorname sowie ein Familienname.

## Herkunft und Bedeutung
Shirley ist ursprünglich der Titel eines Romanes von Charlotte Brontë aus dem Jahr 1849. Darin gibt ein Vater seiner Tochter diesen Namen, den er eigentlich für einen Sohn vorgesehen hatte. Seit dieser Zeit ist der Name populär. Vor der Veröffentlichung des Romans war dieser Name männlich und eher selten.
Als Familienname tritt er eher auf.

## Namensträger

### Weiblicher Vorname
- Shirley Babashoff (* 1957), US-amerikanische Schwimmerin
- Shirley Bassey (* 1937), britische Sängerin
- Shirley Booth (1898–1992), US-amerikanische Schauspielerin
- Shirley Chisholm (1924–2005), US-amerikanische Politikerin
- Shirley Collins (* 1935), britische Folkmusikerin
- Shirley Conran (1932–2024), britische Schriftstellerin und Journalistin
- Shirley Eaton (* 1937), britische Schauspielerin
- Shirley Fry (1927–2021), US-amerikanische Tennisspielerin
- Shirley Goodman (1936–2005), US-amerikanische R&B-Sängerin
- Shirley Henderson (* 1965), britische Schauspielerin
- Shirley Horn (1934–2005), US-amerikanische Jazzpianistin und Sängerin
- Shirley Hughes (1927–2022), britische Kinderbuchautorin und -illustratorin
- Shirley Jackson (1916–1965), US-amerikanische Schriftstellerin
- Shirley Ann Jackson (* 1946), US-amerikanische Physikerin
- Shirley Jones (* 1934), US-amerikanische Schauspielerin
- Shirley Knight (1936–2020), US-amerikanische Schauspielerin
- Shirley Luster, Geburtsname von June Christy (1925–1990), US-amerikanische Jazzsängerin
- Shirley MacLaine (* 1934), US-amerikanische Schauspielerin
- Shirley Manson (* 1966), britische Sängerin
- Shirley Scott (1934–2002), US-amerikanische Jazzorganistin
- Shirley Setia (* 1993), neuseeländische Schauspielerin indischer Herkunft
- Shirley Strickland de la Hunty (1925–2004), australische Leichtathletin
- Shirley Strong (* 1958), britische Leichtathletin
- Shirley Temple (1928–2014), US-amerikanische Schauspielerin
- Shirley Walker (1945–2006), US-amerikanische Komponistin, Dirigentin, Pianistin und Produzentin
- Shirley Williams, Baroness Williams of Crosby (1930–2021), britische Politikerin
- Shirley Zwerus (* 1946), niederländische Popsängerin, im deutschsprachigen Raum unter dem Künstlernamen Shirley

### Männlicher Vorname
- Shirley Waldemar Baker (um 1835–1903), methodistischer Missionar und Politiker von Tonga
- Shirley Clay (1902–1951), US-amerikanischer Jazzmusiker

### Weiterer Vorname
- Hamilton Shirley Amerasinghe (1913–1980), Politiker aus Sri Lanka

### Familienname
- Aleisa Shirley (* 1963), US-amerikanische Schauspielerin
- Anne Shirley (1918–1993), US-amerikanische Schauspielerin
- Daniel Shirley (* 1979), neuseeländischer Badmintonspieler
- Derek Shirley (* 1975), kanadischer Jazzbassist
- Don Shirley (1927–2013), US-amerikanischer Pianist und Komponist
- Donna Shirley (* 1941), US-amerikanische Managerin
- Dorothy Shirley (* 1939), britische Leichtathletin
- Eric Shirley (* 1929), britischer Hindernisläufer
- Gabriel Shirley (* um 1980), neuseeländische Badmintonspielerin
- George Shirley (* 1934), US-amerikanischer Sänger (Tenor)
- James Shirley (1596–1666), englischer Schriftsteller
- Jerry Shirley (* 1952), britischer Musiker, Mitglied von Humble Pie
- John Shirley (Filmeditor) (* 1922), britischer Filmeditor
- John Shirley (* 1953), US-amerikanischer Schriftsteller und Musiker
- John Shirley-Quirk (1931–2014), britischer Sänger (Bassbariton)
- Jill Shirley, Geburtsname von Jill Hammersley (* 1951), britische Tischtennisspielerin
- Jimmy Shirley (1913–1989), US-amerikanischer Jazzgitarrist
- Justin Shirley-Smith, Musikproduzent
- Kevin Shirley (* 1960), südafrikanischer Musikproduzent
- Lianne Shirley (* 1975), neuseeländische Badmintonspielerin
- Mule Shirley (1901–1955), US-amerikanischer Baseballspieler
- Paul Shirley (* 1977), US-amerikanischer Basketballspieler
- Ralph Shirley († 1466), englischer Esquire
- Robert Shirley († 1628), englischer Reisender und Abenteurer
- Robert Shirley, 13. Earl Ferrers (1929–2012), britischer Politiker (Conservative Party)
- Stephanie Shirley (Stephanie Steve Shirley; 1933–2025), deutsch-britische Unternehmerin
- Thomas Shirley (1908–1982), britischer Offizier der Luftstreitkräfte
- William Shirley (1694–1771), britischer Kolonialgouverneur

### Fiktive Personen
- Shirley Valentine aus dem gleichnamigen Werk von William Martin Russell